# Mohammed Zerktouni
Mohammed Zerktouni est né à Casablanca en 1927 dans le quartier Es-souinia à l'ancienne médina, il se donne la mort le 18 juin 1954 en prison. C'est l'un des plus célèbres résistants marocains. Il est originaire de la tribu Chiadma.

## Genèse du résistant
Son père était Moqqadem de la zaouïa Hamdouchia, c'est d'ailleurs au sein de cette zaouïa et du msid qu'il apprend à lire et à écrire. Par la suite, il intègre l'école Abdellaoui, une école dirigée par des nationalistes qui géraient un réseau d'écoles libres au début des années 1940.

## Du sport à la résistance
Épris de football, il fonde en 1948 le Mouloudia de Boutouil et enrôle les jeunes de la médina. Il est promu responsable de l'organisation du championnat des quartiers. Certaines associations sportives comme la Ligue libre de football qui organise la coupe des quartiers à Casablanca affichent des couleurs nationalistes. De cette ligue sont sortis de grands nationalistes à savoir Abdeslam Bennani, Abderrahman el-Youssoufi, Abderrahmane Belmejdoub et d'autres. Ayant le sens de l'organisation, il s'enrôle dans le scoutisme et par ce biais rejoint le Parti de l'Istiqlal (PI). Il travaille à la commission de la logistique et de la décoration des fêtes organisées par le parti à Casablanca. 
Découvrant les limites de l'action politique civile face au général Juin et à ses services, il fonde, en concertation avec ses amis, dont Abbas Messaâdi,  les premières cellules clandestines de la résistance urbaine armée. Étendant ses cellules sur toute la ville, il noue rapidement des relations avec d'autres réseaux urbains. Il organise des entrainements au maniement des armes et devient un des chefs importants de l'Organisation secrète de la résistance (OSR) avec Abderrahmane Senhaji. Plusieurs opérations sont exécutées. Il organise des opérations de transports des armes vers Marrakech. 
En 1953, il pose une bombe au Marché central de Casablanca, à dix heures du matin, visant des intérêts français : l'opération fait dix-neuf morts et quarante-huit blessés. Il esquive les coups de filet tendus après les opérations, mais il est capturé par les services du protectorat français. Il fut emmené en estafette au commissariat principal de Roudani. En possession de plusieurs informations vitales, il préfère se donner la mort en avalant une gélule  de cyanure plutôt que de fournir des informations sous la torture pour ne pas trahir son pays. A ce stade, il fut impossible de récupérer ne serait-ce qu'une bride d'information, puisqu'il avait rendu l'âme. Le 18 juin 1954 marque le décès de celui qui va devenir une icône et cette date devient une fête nationale de la résistance.

## Famille
Mohammed Zerktouni a épousé Saadia Alami, elle-même nationaliste et résistante née en 1936 à Fès. Ils ont eu deux fils: Abdelkrim et Chawki.